# Pagny-lès-Goin
Pagny-lès-Goin település Franciaországban, Moselle megyében. Lakosainak száma 231 fő (2022. január 1.). Pagny-lès-Goin Goin, Louvigny, Saint-Jure és Vigny községekkel határos.

## Népesség
A település népességének változása:
| Lakosok száma | 156  | 119  | 108  | 188  | 258  | 247  | 238  | 229  | 230  | 231  |
|               | 1968 | 1982 | 1990 | 2006 | 2013 | 2015 | 2017 | 2019 | 2020 | 2022 |